# Haczów
Haczów è un comune rurale polacco del distretto di Brzozów, nel voivodato della Precarpazia.
Ricopre una superficie di 71,3 km² e nel 2004 contava 9 123 abitanti.
Ad Haczów si trova una delle sei chiese tradizionali in legno che sono Patrimonio dell'umanità UNESCO; la denominazione ufficiale del sito UNESCO è "Chiese in legno della Piccola Polonia meridionale" ma in realtà questa chiesa si trova nel voivodato della Precarpazia anziché nel voivodato della Piccola Polonia.